# Partido Reformista da Alternativa Democrática
O Partido Reformista da Alternativa Democrática (em luxemburguês: Alternativ Demokratesch Reformpartei; em francês: Parti réformiste d'alternative démocratique; em alemão: Alternative Demokratische Reformpartei) é um partido político do Luxemburgo de ideologia conservadora .
O partido foi fundado em 1987, com o nome de Comité de Acção 5/6os de Pensões para Todos, nome usado até 2006, como partido com apenas um assunto político: exigir igualdade nas reformas do estado entre os funcionários públicos e o resto dos cidadãos . O partido rapidamente cresceu em sucesso, muito graças à sua mensagem anti-sistema , o que fez deste partido, o maior partido de defesa dos interesses dos pensionistas na Europa Ocidental.
Com o tempo, o partido começou a alargar as suas posições políticas, sendo o partido economicamente mais liberal do Luxemburgo, ocupando um espaço que era ocupado pelo Partido Democrata e adoptando uma linha conservadora em temas como a eutanásia. O ADR deseja implementar uma democracia direta ao estilo suíço e defende e promove intensamente a preservação e o uso da língua luxemburguesa nas instituições estatais e na sociedade.  O partido também é declaradamente eurocéptico suave  , algo que o torna único no panorama político do Luxemburgo, onde existe um europeísmo quase indiscutível. Em 2018 o jogador de futebol Daniel Da Mota, filho de imigrantes portugueses, foi candidato pelo partido ADR nas eleições legislativas.

## Resultados eleitorais

### Eleições legislativas
| Data | CI. | Votos   | %            | +/- | Deputados | +/- | Status   |
| ---- | --- | ------- | ------------ | --- | --------- | --- | -------- |
| 1989 | 4.º | 225 262 | 7,9 / 100,0  |     | 4 / 60    |     | Oposição |
| 1994 | 5.º | 244 045 | 9,0 / 100,0  | 1,1 | 5 / 60    | 1   | Oposição |
| 1999 | 4.º | 303 734 | 11,3 / 100,0 | 2,3 | 7 / 60    | 2   | Oposição |
| 2004 | 5.º | 278 792 | 10,0 / 100,0 | 1,3 | 5 / 60    | 2   | Oposição |
| 2009 | 5.º | 232 744 | 8,1 / 100,0  | 1,9 | 4 / 60    | 1   | Oposição |
| 2013 | 5.º | 217 683 | 6,6 / 100,0  | 1,5 | 3 / 60    | 1   | Oposição |
| 2018 | 5.º | 292 388 | 8,3 / 100,0  | 2,1 | 4 / 60    | 1   | Oposição |
| 2023 | 4.º | 348 990 | 9,2 / 100,0  | 0,9 | 5 / 60    | 1   | Oposição |

### Eleições europeias
| Data | CI. | Votos  | %           | +/- | Deputados | +/-     |
| ---- | --- | ------ | ----------- | --- | --------- | ------- |
| 1994 | 5.º | 70 470 | 7,0 / 100,0 |     | 0 / 6     |         |
| 1999 | 5.º | 91 118 | 9,0 / 100,0 | 2,0 | 0 / 6     | Estável |
| 2004 | 5.º | 87 666 | 8,0 / 100,0 | 1,0 | 0 / 6     | Estável |
| 2009 | 5.º | 83 168 | 7,4 / 100,0 | 0,6 | 0 / 6     | Estável |
| 2014 | 5.º | 88 298 | 7,5 / 100,0 | 0,1 | 0 / 6     | Estável |